# Gordon Robertson (acteur)
Pour les articles homonymes, voir Gordon Robertson et Robertson.
Gordon Robertson est un acteur américain.

## Filmographie
- 1971 : Madeleine Is : John
- 1971 : John McCabe (McCabe & Mrs. Miller) : Townsman
- 1974 : The Inbreaker : Drunk
- 1976 : The Supreme Kid : Frankie
- 1985 : Suivez cet oiseau (Sesame Street Presents: Follow that Bird) : Daddy Dodo (performer)
- 2001 : Ne croque pas tes voisins ("Don't Eat the Neighbours") (série TV) : Puppeteer
- 2002 : Joyeux muppet show de Noël (It's a Very Merry Muppet Christmas Movie) (TV)
- 2005 : Le Magicien d'Oz des Muppets (The Muppets' Wizard of Oz) (TV) : Muppet Performer (voix)